# Emsland (Ommen)
Het Emsland is een buurtschap in de gemeente Ommen in de Nederlandse provincie Overijssel. De buurtschap bestaat uit verspreide woningen en boerderijen aan de noordwestzijde van de stad Ommen, tussen Varsen en Witharen.
Het Emsland had op 1 januari 2015 185 inwoners.
Stad: Ommen      Dorpen: Lemele · Vilsteren 

Buurtschappen: Archem · Arriën · Arriërveld · Beerze · Beerzerveld · Besthmen · Dalmsholte (deels) · Eerde · Emsland · Giethmen · Hoogengraven · Junne · Nieuwebrug · Ommerbosch · Ommerkanaal · Ommerschans · Ommerveld · Rotbrink · Stegeren · Stegerveld · Varsen · Vinkenbuurt · Witharen · Zeesse

Overijssel · Steden en dorpen      Nederland · Provincies · Gemeenten